# Fisiopatie
Le fisiopatie sono alterazioni delle piante di natura non infettiva e non parassitaria, cioè non causate da organismi patogeni come funghi, batteri e virus o da parassiti come insetti, acari e nematodi. Le fisiopatie sono di natura fisiologica.

## Cause
Le fisiopatie possono essere causate da fattori naturali o da azioni promosse dall'uomo.
Tra i fattori naturali che causano le fisiopatie si distinguono i fenomeni meteorologici traumatici (come la grandine, la brina, la neve e il vento) e i fattori di squilibrio venutisi a creare tra la pianta e l'ambiente in cui vive. Tra questi ultimi vi sono: fattori climatici, come il caldo e il freddo eccessivi; condizioni di illuminazione sfavorevoli per difetto o per eccesso di luce solare; squilibri idrici, come la siccità o l'eccesso di acqua; fattori pedologici dovuti a condizioni chimico-fisiche sfavorevoli del terreno, come l'eccessiva acidità o alcalinità del suolo; fattori nutrizionali, come le carenze o gli eccessi di elementi nutritivi per la pianta.
Fra le azioni promosse dall'uomo che sono causa di fisiopatie, vi sono i danni da inquinanti atmosferici e i danni diretti causati da trattamenti con fitofarmaci o erbicidi eseguiti impropriamente.

## Difesa
Per la prevenzione delle fisiopatie di origine naturale esistono vari accorgimenti e tecniche. Per i fenomeni meteorologici avversi si possono usare frangiventi, reti antigrandine e ventilatori antigelo; contro la siccità e le piogge in eccesso si può ricorrere rispettivamente all'irrigazione e al drenaggio sottosuperficiale; l'eccesso e il difetto di illuminazione solare si possono correggere rispettivamente con l'uso di strutture ombreggianti e con un'adeguata potatura; sulle proprietà fisiche e le proprietà chimiche sfavorevoli del terreno si può intervenire con le lavorazioni, con l'ammendamento e con la correzione della reazione del terreno; le carenze di elementi nutritivi si possono correggere con la concimazione.